# Giuseppe Gorani
Œuvres principales
Mémoires secrets et critiques des cours, des gouvernemens et des mœurs des principaux États d’Italie
Giuseppe Gorani, né le 15 février 1740 à Milan et mort le 12 décembre 1819 à Genève, est un soldat, écrivain et diplomate français de naissance italienne, au service de Marie-Thérèse d’Autriche, du prince de Liechtenstein et du gouvernement révolutionnaire français.

## Biographie

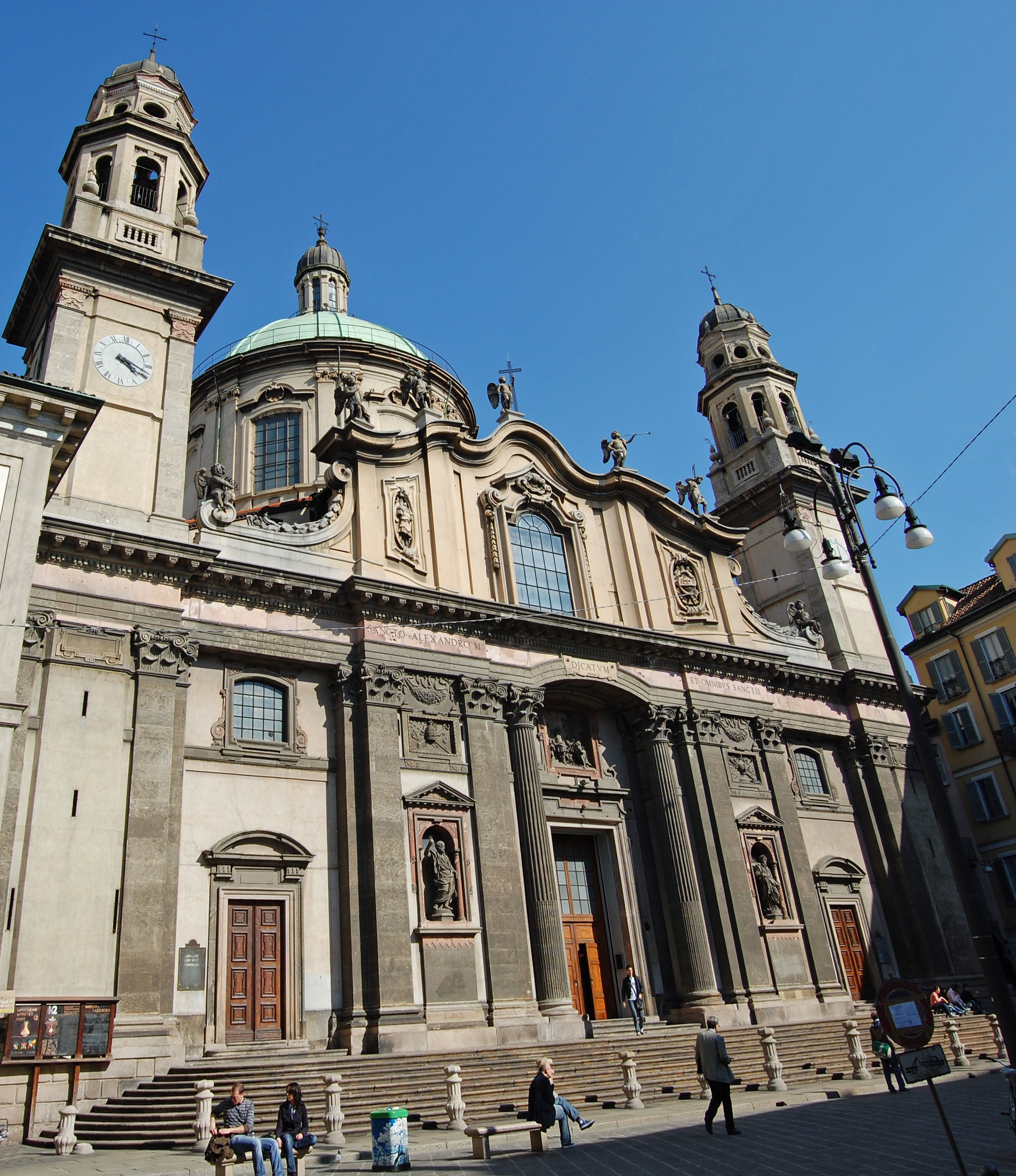
Façade des Barnabites de Milan.

D’une famille noble, mais pauvre, le comte Gorani se distingua dans ses études chez les Barnabites, où, selon ses dires, il conçut « des gouts dépravés, des habitudes déplorables et y contractait un penchant funeste, qui est assez commun dans les collèges de l’Italie » et, en 1757, il s’enrôla, contre la volonté de sa famille qui le destinait à une carrière ecclésiastique, dans un régiment de l’armée des Habsbourg où il participa à la guerre de Sept Ans, ce qui lui valut d’être fait prisonnier en Prusse. Son séjour dans les territoires allemands lui permit de rencontrer Emmanuel Kant et d'être initié en Franc-maçonnerie.
L’un des plus chauds partisans de la liberté en Italie, il a collaboré, en 1764, avec Pasquale Paoli à la cause de l’indépendance corse. En 1765, il s’installa au Portugal où il servit le marquis de Pombal jusqu’en 1767. De retour à Milan, il entra dans la carrière diplomatique, obtenant d’abord une mission de Marie-Thérèse d’Autriche en tant que représentant près la république de Gênes, avant d’être missionné par le prince souverain de Liechtenstein près les cours de Bavière, du Wurtemberg, du Palatinat et des Pays-Bas.
En 1768, de retour à Milan, il a commencé à fréquenter les philosophes des Lumières d’Il Caffè, le journal littéraire publié de juin 1764 à mai 1766 par Pietro Verri et les intellectuels lombards de l’Accademia dei Pugni, et en particulier Beccaria. Entre 1769 et 1770, il a publié l’essai Il vero dispotismo (le Véritable Despotisme) dans lequel il demandait la suppression des privilèges et la réforme de tous les abus, mais où il se déclarait en faveur du despotisme éclairé et salue les réformes entreprises par Marie-Thérèse d’Autriche. Il sera amené, par la suite, à revenir sur cette dernière position. Cet ouvrage contre le despotisme lui fit des ennemis qui saisirent la première occasion favorable pour se venger. L’année suivante, il repartit pour s’installer en Suisse, où il entra en contact avec certains des plus grands intellectuels de l’époque tels que Voltaire, le naturaliste Bonnet, le physicien Le Sage et le physiocrate Georg Ludwig Schmid d’Avenstein, dont les idées l’ont profondément influencé et amené à rétracter quelques-unes des idées exprimées dans le Véritable Despotisme.
Ayant entrepris, en 1787, un voyage au cours duquel il a visité les principales cours italiennes, il y a recueilli des informations qui lui ont fourni la matière de ses Mémoires secrets et critiques des cours, des gouvernemens et des mœurs des principaux États d’Italie publiés en 1793. Il défendit ensuite, dans une autre feuille, les principes de la Révolution française. Banni de sa patrie, où il venait d’être arbitrairement dépouillé de sa fortune, il se réfugia, à l’avènement de la Révolution dont il professait les principes, en France où il fut fortement influencé par la figure de Mirabeau puis, après la mort de ce dernier, par les positions des Girondins.
Pendant son séjour à Paris, il a présenté plusieurs mémoires à l’Assemblée constituante et, lié avec les hommes les plus exaltés, il publia dans le Moniteur, des lettres insolentes adressées à tous les souverains. À la fin de 1791, son adhésion aux idées révolutionnaires l’a fait condamner au bannissement des domaines des Habsbourg. Ses biens furent confisqués, et son nom effacé des registres de la noblesse milanaise. Pendant ces années, il participa également à diverses missions diplomatiques auprès de cours étrangères pour plaider la cause de la Révolution et tenter d’éviter une intervention militaire contre la France révolutionnaire. Il était en correspondance avec, entre autres, Bailly, maire de Paris, qui, en vertu des services rendus à la cause nationale, lui fit accorder, le 26 aout 1792, le titre de citoyen par un décret de l’Assemblée législative. L’exécution de Louis XVI, et la Terreur qui l’obligea à chercher un nouvel asile à Genève, éloignèrent peu à peu Gorani des idées révolutionnaires et, par la suite, à rétracter complètement son jugement sur cet événement historique.
Envoyé en mission diplomatique à Genève, en 1793, sa prise de position publique, contre les intérêts français, en faveur de l’indépendance des territoires suisses, sanctionna l’expulsion définitive du régime révolutionnaire et sa rupture avec le régime révolutionnaire. Une fois terminée sa mission diplomatique, il vécut en Suisse, se déplaçant fréquemment pour éviter la vengeance des agents français et de ceux au service de la reine Marie-Caroline d'Autriche, qui voulait se venger de ses révélations sur sa vie intime dans ses Mémoires secrets.
Après un retour infructueux à Paris en 1795 et un séjour ultérieur à Milan, il se fixa à Genève, où il vécut dans la misère, et où il devait achever sa vie. Outre plusieurs Mémoires publiés dans les recueils de plusieurs académies dont il était membre, il avait également composé, sur l’éducation, l’économie politique et la philosophie, divers ouvrages, où il développait des idées très audacieuses, et beaucoup de projets de réforme. Dans les dernières années de sa vie, il se consacra à la rédaction de deux ouvrages importants : une Histoire de Milan, en plusieurs volumes, a été éditée en partie seulement pour la partie concernant la période 1700-1796 et une autobiographie écrite en français, les Mémoires pour servir à l’Histoire de ma vie, ont dû à leur liberté de ton de n’être publiés qu’au XXe siècle après le don des manuscrits à la Società storica lombarda, par le comte Alessandro Casati qui a supervisé la publication des trois premiers volumes. Cet ouvrage, où Gorani ne s’est pas privé de donner très librement les détails de la vie sexuelle de ses contemporains et qui, à ce titre constitue une source négligée dans l’histoire gaie et lesbienne, a été publié en quatre volumes avec des titres en italien : Souvenirs de jeunesse et de la guerre (1740-1763), Les Tribunaux et les Pays (1764-1766), Du despotisme éclairé à la Révolution (1767-1791) et De la Révolution à l’exil volontaire (1792-1811).

## Publications
- Il vero dispotismo, 2 vol., in-8°, 1770.
- Le imposte secondo l’ordine della natura, 1771.
- Saggio sulla pubblica educazione (Plan d’éducation publique), 1773, 9. vol. in-8°.
- Diritti per redimere le regalie, 1773.
- Elogi di due illustri scopritori italiani, Sienne, 1784, in-8°.Il s’agit des Florentins Francesco Redi, biologiste et lexicographe, et de Sallustio Sallustio Bandini, homme politique et économiste.
- Ricerche sulla scienza dei governi, 2 vol. in-8°, Lausanne, Heubach et Durand, 1790.Traduit par Charles Gilloton de Beaulieu : Recherches sur la science du gouvernement, Paris, Lebour, 1792, 2 vol. in-8°.
- Pétition à la Convention nationale de France pour les Francofortois, par Jean Gorani, citoyen français, 1792.
- Lettre d’un citoyen français au duc de Brunswick, 1793, in-8°.
- Mémoires secrets et critiques des cours, des gouvernemens et des mœurs des principaux États d’Italie, Paris, Buisson, 1793, 3 vol. in-8°.
- Lettres aux souverains, 1793.
- Mémoires pour servir à l’histoire de ma vie (posthume)
- Histoire de Milan (posthume)
- Projet d’une Constitution républicaine pour le Milanez (inédit)
- Algéographie genevoise, ou Précis historique de la République de Genève, avec les détails de sa réunion à la France (inédit)
- Voyage de madame X dans son auberge (inédit)
- Recherches sur la science du gouvernement, 2 vol. in-8°, trad. français par Gilloton de Beaulieu, Paris, Guillaume et Lebour, 1792.